# Сказка о Снегурочке (мультфильм)
«Сказка о Снегурочке» — советский кукольный мультфильм для детей по мотивам одноимённой русской народной сказки. Создан на студии «Союзмультфильм» в 1957 году.

## Сюжет
Хорошо было зимой в одной деревне, отовсюду был слышен ребячий смех, задорные голоса. Но лишь в той избе, где жили старик со старухой, не было ни радости, ни веселья, ибо как те не имели у себя детей. Вот однажды решили они выйти на улицу и слепить себе снежную дочку. Слепили и вышла она у них на загляденье. Как только дед и баба скрылись за дверью собственной избы, как налетела вьюга и появился Дед Мороз — красный нос. Тот восхитился вылепленной девочкой и решил её оживить, наказав повстречавшимся медвежонку и зайчонку, чтобы те берегли девочку от огня и жары, а не то заберёт её себе снова в холодное царство до будущей зимы. И вот, вместо снежной скульптуры, оказалась красивенькая девочка — Снегурочка. Поздоровавшись со зверятами и постучав в окно, предстала Снегурочка перед своими бабушкой и дедушкой.
С тех пор счастливо зажили старики со Снегурочкой и души в ней не чаяли. А Снегурочка всем готова угодить старикам. Зимой она также с вёдрами за водой ходила, встречалась со своими мохнатыми друзьями и каждый раз угощала их чем-нибудь вкусным. С другими ребятами же на санях каталась, в снежки играла. И все полюбили её за весёлый нрав, за доброту и за красоту. А вот когда пришла весна, всё дольше стало стоять и согревать солнышко, все начали радоваться теплу. И только одна Снегурочка как будто этому не рада. Она удивлялась растущим цветам, тому, что зайчик перестал быть белым и всему прочему. А к тому времени и последний снег стал спадать с полей. Лес стал одеваться зелёным убором, на лугах начали распускаться цветы. Скоро лето красное сменит весну. А Снегурочка стала ещё грустнее и печальней. Стали приглашать её друзья выйти вместе с ними в поле, но та лишь отказывалась. Уже начали думать старики — не больна ли их внучка. Но вот стемнело, вышел месяц на ночное небо. Снегурочка вышла в поле, а там все дети уже собрались: разожгли костры и стали кружиться под хороводы. Девочка спустилась вниз и присоединилась к ребятам. Но дети уже в это время стали через костры прыгать и стали её призывать. Как только Снегурочка прыгнула через костёр, стала она маленьким и беленьким облачком и улетела. Но не стоит из-за этого горевать — пройдёт лето красное, за ним осень и опять воротится зима. А с ней вернётся и наша Снегурочка.

## Съёмочная группа
- Автор сценария — Николай Абрамов

Дед Мороз и Снегурочка

- Режиссёры и художники-постановщики — Владимир Дегтярёв, Владимир Данилевич
- Оператор — Михаил Каменецкий
- Композитор — Моисей Вайнберг
- Звукооператор — Георгий Мартынюк
- Комбинированные съёмки — Николай Воинов
- Ассистенты режиссёра — Лев Жданов, В. Егорова
- Куклы и декорации выполнили под руководством — Романа Гурова
- Художники — В. Куранов, Николай Солнцев, Олег Масаинов, А. Жукова, Семён Этлис, А. Филасов, В. Чернихова, Вера Калашникова

## Роли озвучивали
| Актёр                    | Роль       |
| ------------------------ | ---------- |
| Георгий Вицин            | Дед        |
| Юрий Хржановский         | Медвежонок |
| Маргарита Корабельникова | Снегурочка |
| Леонид Пирогов           | Дед Мороз  |
| Зинаида Бокарёва         | зайчик     |

## Интересные факты
- Это один из первых кукольных новогодних мультфильмов студии «Союзмультфильм», а также всего «Творческого объединения кукольной мультипликации».
- Имена и фамилии актёров, озвучивших мультфильм, в титрах не указаны, но зрители легко узнают голоса Г. Вицина, Ю. Хржановского и других актёров.
- Мультфильм совмещает в себе помимо кукольной мультипликации, также и рисованную. Присутствуют рисованные фоны и фрагменты. Помимо того, Дед Мороз в мультфильме, в отличие от других героев, тоже является рисованным.
- Образ Деда Мороза, представленный здесь, не имеет никакого отношения к Новому Году. Здесь Дед Мороз — это просто добрый волшебник, повелитель зимних стихий[1].